# Gli artigli dell'aquila
Gli artigli dell'aquila (The Eagle's Talons) è un serial in 15 episodi del 1923 diretto da Duke Worne e interpretato da Fred Thomson.
Vi apparirebbe come comparsa anche Tom Tyler, futuro eroe del western di serie B.
Il film viene considerato perduto.

## Trama

### Episodi
1. House of Mystery
2. Edge of Eternity
3. Hulk of Horror
4. Daring Hearts
5. A Deal in Diplomacy
6. The Flood of Fury
7. The Road to Doom
8. Against Odds
9. A Fighting Chance
10. Into the Chasm
11. The Betrayal
12. The Sacrifice
13. Dodging the Conspirators
14. The Inferno
15. The Eagle Foiled

## Produzione
Girato in California nella Sierra Railroad a Jamestown, il serial venne prodotto (anche se il suo nome non appare nei titoli di testa) da Joseph P. Kennedy, il magnate padre del futuro presidente degli Stati Uniti John F. Kennedy.

La produzione venne segnata da una tragedia : nel corso delle riprese, la controfigura Jean Perkins  morì durante una scena in cui si calava da alcune corde sospese su un aereo, colpito da una raffica di vento. Perkins aveva lavorato in precedenza ne I misteri di New York e in Do or Die del 1921.

## Distribuzione
Il serial, distribuito dalla Universal, uscì nelle sale il 30 aprile 1923. In Italia vennero distribuiti soltanto quattro episodi. I titoli italiani di ciascun episodio sono attualmente ignoti.

### Date di uscita
Data di uscita IMDB
- USA	30 aprile 1923
- USA	7 maggio 1923	 (episodio 2)
- USA	14 maggio 1923	 (episodio 3)
- USA	21 maggio 1923	 (episodio 4)
- USA	28 maggio 1923	 (episodio 5)
- USA	4 giugno 1923	 (episodio 6)
- USA	11 giugno 1923	 (episodio 7)
- USA	18 giugno 1923	 (episodio 8)
- USA	25 giugno 1923	 (episodio 9)
- USA	2 luglio 1923	 (episodio 10)
- USA	9 luglio 1923	 (episodio 11)
- USA	16 luglio 1923	 (episodio 12)
- USA	23 luglio 1923	 (episode 13)
- USA	30 luglio 1923	 (episode 14)
- USA	6 agosto 1923	 (episode 15)
- Finlandia	3 maggio 1925